# نوئلیا گیل
نوئلیا گیل (انگلیسی: Noelia Gil؛ زادهٔ ۲۳ مهٔ ۱۹۹۴) بازیکن فوتبال اهل اسپانیا است.
از باشگاه‌هایی که در آن بازی کرده‌است می‌توان به باشگاه فوتبال زنان اتلتیکو مادرید اشاره کرد.
وی همچنین در تیم ملی فوتبال Spain U17 بازی کرده‌است.